# Van Cuyp tot Dou
Van Cuyp tot Dou is een muurschildering in Amsterdam-Zuid.
De begane grond van het gebouw van de voormalige Stadsbank van Lening aan Gerard Doustraat 156 te Amsterdam, werd in 2017 en 2018 omgebouwd tot een fietsenstalling. Tijdens de uitgebreide werkzaamheden, waarbij het interieur omgebouwd moest worden voor de nieuwe bestemming, werd aan kunstenaar Hugo Kaagman een ontwerp gevraagd voor de levering van een muurschildering in het pand. Hij kwam met drie ontwerpen, waarbij de uiteindelijke keus gemaakt kon worden door de bevolking van de wijk. De muurschildering werd vervolgens door de kunstenaar met hulp van een bevriende galeriehoudster aangebracht op de westelijke muur van het pand. Die muurschildering begint bij de neveningang aan de Albert Cuypstraat (ten tijde van opening van het gebouw lag hier nog de stinkende Zaagmolensloot) en loopt tot aan de hoofdingang aan de Gerard Doustraat. Er zijn allerlei Amsterdamse zaken afgebeeld tussen een street-artportret van Albert Cuyp tot eenzelfde beeltenis van Gerard Dou aan de andere kant. Men vindt onder meer terug afbeeldingen die betrekking hebben op de Albert Cuypmarkt (soms inclusief standhouders), Jan Cremer op zijn motor, een muziekgroep, een afbeelding van het logo van AFC Ajax en een portretje van Johan Cruijff. Ook Airbnb waarover veel klachten zijn binnen De Pijp wordt genoemd.
Op 26 mei 2018 werd de fietsenstalling geopend door Stadsdeel Zuid en dus ook het kunstwerk onthuld.

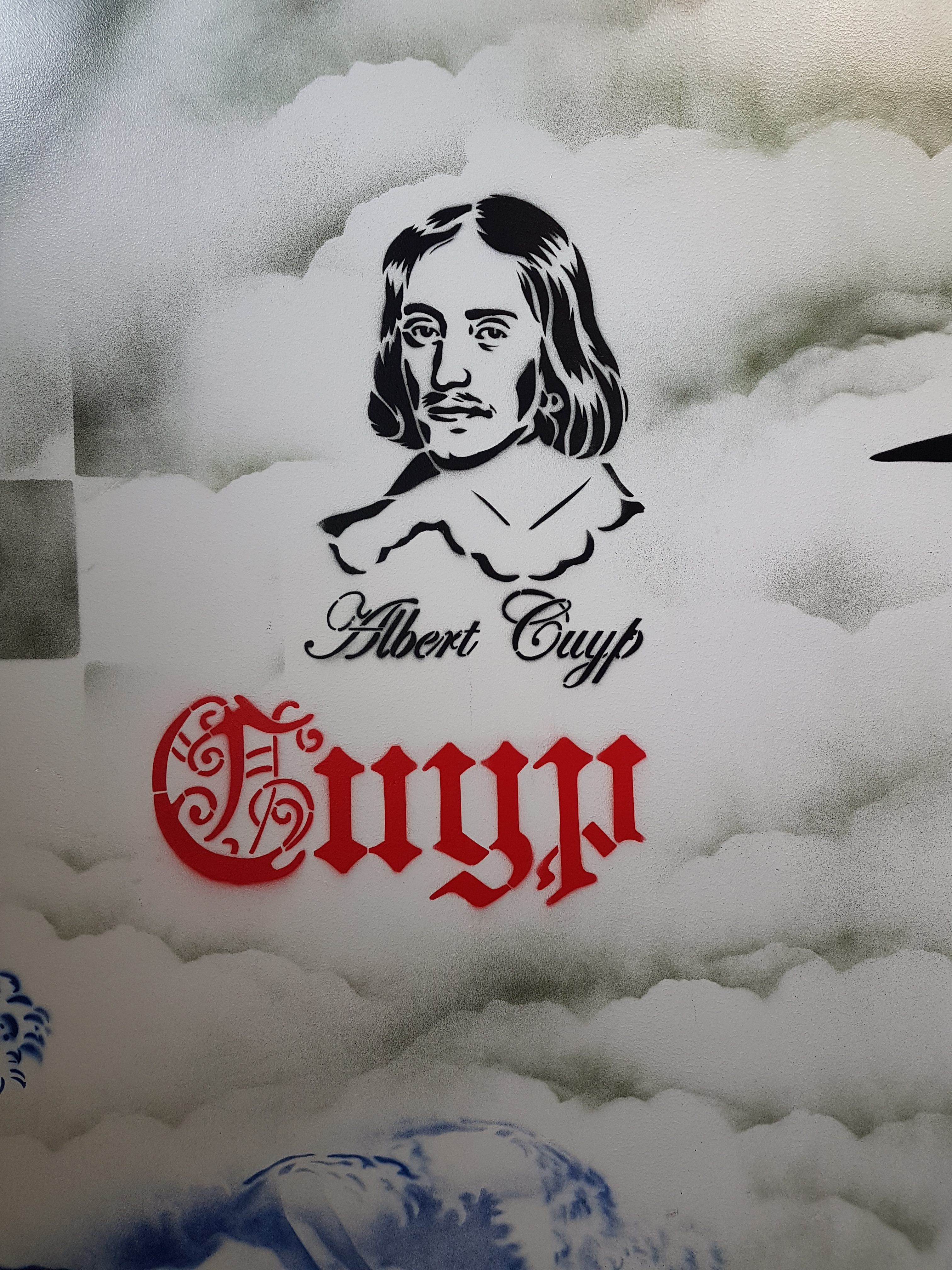
Portret van Albert Cuyp (mei 2018)

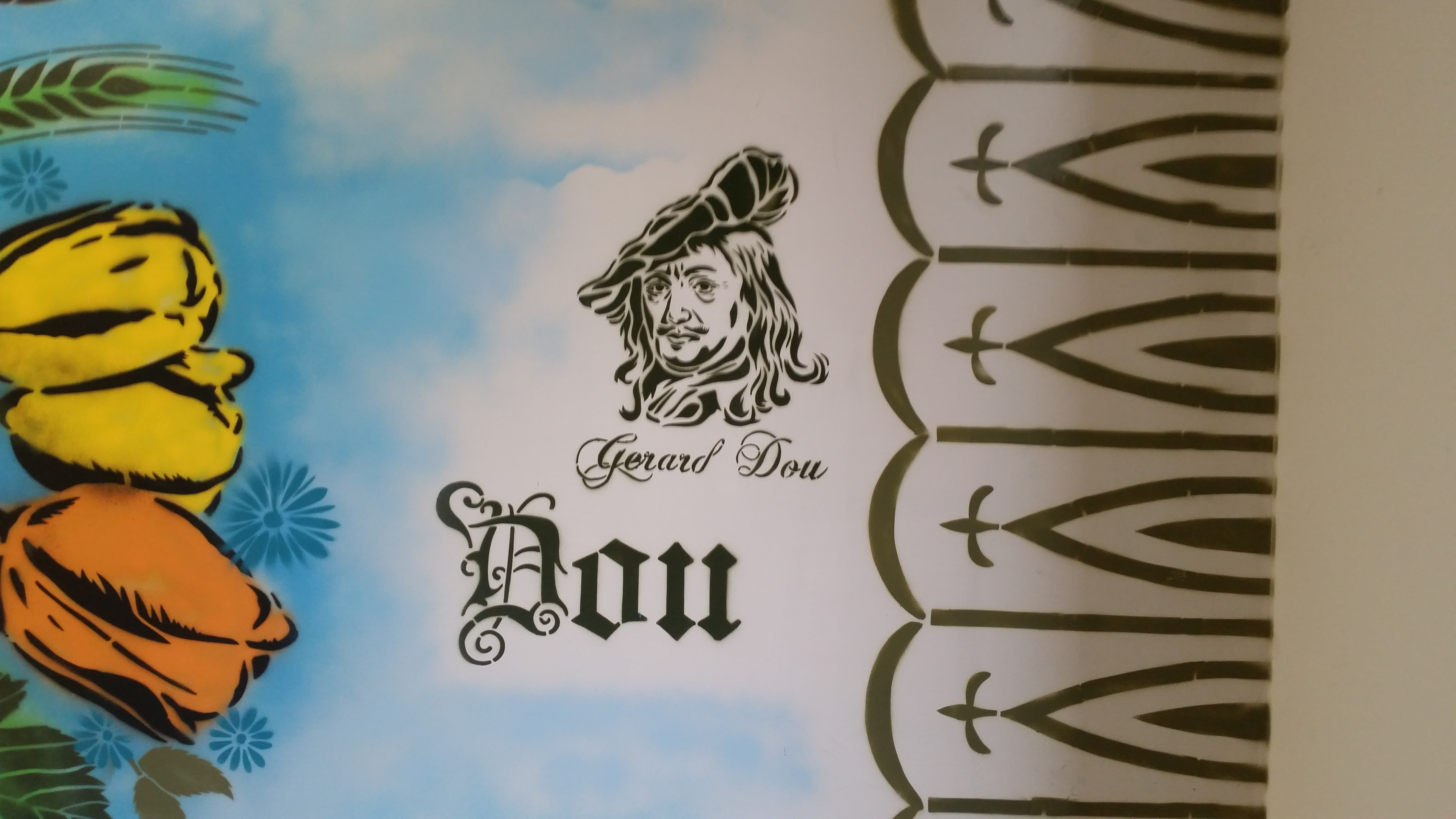
Portret van Gerard Dou (mei 2018)